# Jak wytresować smoka 2
Jak wytresować smoka 2 (ang. How to Train Your Dragon 2) – amerykański film animowany, kontynuacja filmu Jak wytresować smoka. Film wyprodukowany przez DreamWorks Animation i 20th Century Fox.

## Fabuła
Trwa wyścig smoków i wszyscy świetnie się bawią, gdy nagle Stoick zauważa nieobecność Czkawki, jednak szybko z powrotem skupia uwagę na starciu młodzieży, czując dumę ze zwycięstwa Astrid, którą określa mianem przyszłej synowej. Tymczasem Czkawka wraz ze Szczerbatkiem oddają się szalonej, podniebnej przejażdżce, podczas której natykają się na stado Drzewokosów i Raziprądów, zaś Czkawka testuje swój umożliwiający samodzielny lot kostium. W pewnym momencie chłopak leci prosto na skałę. Od zderzenia ratuje go Szczerbatek, który łapie go, osłania skrzydłami i wpada między drzewa w nieznanym przyjaciołom lesie. Po krótkiej przepychance, Czkawka wyjmuje swoją mapę, by opisać nowy, odkryty właśnie ląd. Widząc Szczerbatka drapiącego się pod pachą, nadaje miejscu nazwę Swędzipacha.
Po chwili na grzbiecie Wichury przylatuje Astrid i siada obok Czkawki. Zapytany, dlaczego nie brał udziału w zawodach, chłopak wyjaśnia, że uciekł przed ojcem, który tego ranka uświadomił mu spoczywające na nim brzemię przejęcia tytułu wodza. Dziewczyna jest zaskoczona i szczęśliwa, Czkawka jednak nie czuje się dość dojrzały, by zostać głową klanu. Ich rozmowa zostaje przerwana, gdy chłopak zauważa w dali Swędzipachy dym. Przyjaciele lecą tam na swoich smokach.
Gdy docierają do tajemniczego miejsca, widzą spalony las, a chwilę później ogromną lodową górę o nienaturalnym kształcie. Nagle Wichura zostaje schwytana w sieć. Szczerbatek łapie spadającą Astrid i leci na ratunek smoczycy. Dwójka jeźdźców zauważa grupę wojowników, na czele których stoi mężczyzna o imieniu Eret. Zdradza, iż służy łowcy smoków, Drago Krwawdoniowi. Oskarża również Czkawkę o nakłonienie ogromnej, ziejącej lodem bestii do zniszczenia twierdzy Drago. Chłopak zaczyna podejrzewać, że istnieje jakiś inny smoczy jeździec i wraca na Berk, uciekając jednocześnie przed sieciami Ereta.
Odnajduje swojego ojca w kuźni, w której wytwarzane są siodła dla smoków. Czkawka usiłuje opowiedzieć mu o swojej przygodzie, jednak Stoick zwraca na niego uwagę dopiero wówczas, gdy słyszy imię Drago Krwawdonia. Opowiada Czkawce historię, jak pierwszy raz spotkał Drago.
Podczas jednego ze wspólnych posiedzeń wodzów do sali obrad wkroczył nieznajomy, który jednocześnie potrzebował pomocy i sam ją oferował. Powiedział, że ma władzę nad smokami i zażądał, by wikingowie pokłonili mu się i poszli za nim. Gdy wodzowie odmówili, mężczyzna, który okazał się Drago Krwawdoniem, wyszedł, a po chwili sala stanęła w płomieniach i do pomieszczenia wpadły opancerzone smoki. Wszyscy obecni w pomieszczeniu, prócz Stoicka, zginęli. Wódz Wandali obawia się, że pewnego dnia szaleniec powróci, by zniszczyć Berk i zapanować nad smokami.
Czkawka, mimo wyraźnych ostrzeżeń ojca, jest zdecydowany odnaleźć Drago i przekonać go do przyjaźni ze smoczą rasą. Wbrew zakazom Stoicka, który polecił wszystkim smokom schowanie się w stajniach, Czkawka wskakuje na grzbiet Szczerbatka i odlatuje, a za nim podąża Astrid. Trafiają na statek Ereta, gdzie chłopak realizuje swój „wspaniały plan”, będący dla Astrid totalnym zaskoczeniem: oddaje mężczyźnie swój miecz i zostawia przy nim Szczerbatka, po czym sam się chowa mówiąc, że się poddają i są teraz więźniami Ereta. Wojownicy, nie umiejąc posługiwać się mieczem, uwalniają gaz i doprowadzają do eksplozji, a smoki zaczynają się z nimi bawić. Czkawka pragnie w ten sposób uświadomić łowcom smoków prawdziwą naturę tych zwierząt i zniechęcić ich do porywania smoków dla zdobycia władzy. Jego rozmowę przerywa przybycie pozostałych jeźdźców, przybyłych na ratunek Czkawce. Szpadka, ujrzawszy Ereta, natychmiast zakochuje się w nim, mężczyzna jednak wyrzuca sieć, która owija się wokół dziewczyny i sprowadza ją na statek. Jakiś czas później przybywa również Stoick oraz Pyskacz. Wódz wbrew sobie zezwala synowi lecieć dalej na poszukiwania Krwawdonia, zaś reszcie nakazuje powrócić na Berk.
Podczas lotu nad chmurami, Czkawka i Szczerbatek zostają zaskoczeni przez nagłe pojawienie się ogromnego smoka i stojącego na jego grzbiecie zamaskowanego jeźdźca. Dwójka przyjaciół zostaje rozdzielona – Czkawkę chwyta jeden ze smoków, towarzyszących tajemniczej parze, Szczerbatek zaś spada i ląduje w oceanie, skąd nie potrafi się sam wydostać i również zostaje porwany przez morskie smoki. Tymczasem Czkawka trafia do Smoczego Sanktuarium, gdzie nieświadom, iż jest obserwowany przez tajemniczego jeźdźca, próbuje poskromić znajdujące się w jaskini smoki. Po chwili koło Czkawki ląduje ocalony Szczerbatek, zaś zamaskowana postać podchodzi do niego i powala smoka jednym ruchem ręki. Zbliżywszy się do chłopaka, jeździec nagle odsuwa się wymawiając jego imię i zdejmuje hełm. Okazuje się, iż jest to kobieta, w dodatku zaginiona od dwudziestu lat matka Czkawki, Valka. Szczęśliwa, natychmiast zabiera zszokowanego syna ze sobą i pokazuje mu ogromną lodową jaskinię, zamieszkaną przez tysiące smoków. Wyjaśnia mu również tajemnicę swojego zniknięcia, przedstawia panującego nad całym Sanktuarium Oszołomostracha, razem z synem i swoimi smokami odbywają także wspólny lot. Podczas niego Czkawka pokazuje Valce swój kostium do latania, którym kobieta wydaje się być zachwycona.
W tym samym czasie Astrid, Sączysmark, Śledzik oraz Szpadka i Mieczyk udają się na poszukiwania Czkawki i Stoicka. Porywają Ereta, którego Astrid zmusza do zaprowadzenia ich do Drago. Mężczyzna się zgadza. Na miejscu atakują i porywają ich ludzie Drago. Usypiają ich smoki i zamykają. Eret, by się ratować, mówi, że przyprowadził smoczych jeźdźców oraz ich smoków dla Drago, który może je wykorzystać do swojej smoczej armii.
Wkrótce do Sanktuarium, w towarzystwie Pyskacza, trafia Stoick Ważki, który przybył tam, by ratować Czkawkę. Uciekając tunelami, nagle spotyka swoją zaginioną żonę Valkę i zszokowany podchodzi do niej powolnym krokiem. Kobieta oczekuje od niego pretensji i wściekłości, jednak Stoick jedynie obejmuje ją i całuje. Wszyscy razem jedzą obiad w jaskini Sanktuarium, chcąc poczuć smak dawnego życia. Valka wciąż jest smutna, jednak słysząc z ust Stoicka ich starą pieśń, podejmuje ją i zaczyna tańczyć ze swoim mężem, obiecuje też, że wróci z nimi na Berk. Beztroskę przerywa atak Drago Krwawdonia na Smocze Sanktuarium. Jeźdźcy oraz smoki natychmiast udają się na zewnątrz, by bronić ostatniej bezpiecznej dla smoków kwatery.
Jeźdźcom (Astrid, Sączysmarkowi, Mieczykowi, Szpadce i Śledzikowi) oraz Eretowi udaje się uciec Drago. Uwalniają smoki z klatek i lecą pomóc w obronie Smoczego Sanktuarium. Drago wydaje się zaskoczony i wściekły, gdy widzi ich atakujących jego ludzi.
Podczas walki Astrid dowiaduje się o odnalezionej matce Czkawki, zaś Eret ostatecznie przechodzi na stronę jeźdźców. Tymczasem Alfa wychodzi z ukrycia, by pokonać wojska Drago. Niestety okazuje się, że żądny władzy szaleniec posiada własnego Oszołomostracha, który wynurza się w oceanu i podejmuje walkę ze swoim pobratymcem. Ku rozpaczy Valki i pozostałych jeźdźców, bestia służąca Drago wychodzi zwycięsko z pojedynku, wbijając swoje kły w brzuch Alfy i zabijając go na miejscu. Następnie wydaje z siebie ryk, który zmusza wszystkie smoki bez wyjątku do posłuszeństwa i zwrócenia się przeciwko obrońcom Sanktuarium. Przerażony i zaskoczony Czkawka bezskutecznie usiłuje okiełznać Szczerbatka, który zmierza w jego stronę, chcąc zaatakować. W końcu otwiera paszczę i strzela plazmą. Nie trafia on jednak Czkawki, lecz Stoicka, który w tym samym momencie rzuca się na ratunek swojemu synowi. Jeźdźcy nie mogą uwierzyć w śmierć swojego wodza i przyjaciela. Gdy po chwili Szczerbatek otrząsa się z amoku i nieśmiało zbliża się do nich, zdruzgotany Czkawka przepędza go. Oszołomostrach ponownie ryczy i przywołuje ku sobie wszystkie smoki. Szczerbatek próbuje posłusznie przylecieć do Alfy, lecz Drago łapie go włócznią za siodło, i ściąga na ziemię. Później wsiada na niego i odlatuje razem ze smoczą armią aby podbić Berk.
Pozbawieni swoich wierzchowców Czkawka, Valka, Astrid, Pyskacz, Śledzik, Sączysmark, Mieczyk, Szpadka oraz Eret urządzają Stoickowi tradycyjny pogrzeb, kładąc jego ciało na statku, wypuszczając go na ocean i podpalając łódź. Następnie Czkawka zwraca się do przyjaciół, mówiąc, iż postara się jak najlepiej przejąć obowiązki wodza, zaś matka wyjawia mu, że ojciec od zawsze w niego wierzył, co pomaga chłopakowi poprowadzić wszystkich na bitwę. A ponieważ Drago i jego smoki zmierzają w stronę Berk, chłopak postanawia dosiąść jedynych niepodlegających Oszołomostrachowi smoków – piskląt Szponiaków. Przyjaciele docierają na Berk w momencie, gdy wszystkie zamieszkujące wyspę smoki zostały wezwane przez smoka Drago. Sam szaleniec dosiada uległego mu Szczerbatka. Początkowo nie chce on dopuścić do siebie Czkawki, jednak chłopak cierpliwie przysuwa swoją dłoń do jego nosa, tłumacząc, iż nie ma do niego żalu za śmierć Stoicka, że to nie była jego wina. Wielka przyjaźń między Szczerbatkiem i Czkawką w końcu zwycięża. Razem, jako jedyni, muszą stawić czoła ogromnej bestii. Uciekając przed jego atakami, Czkawka zawiązuje Szczerbatkowi oczy i zatyka uszy, by ten znów nie uległ hipnozie złego Oszołomostracha.
Oszołomostrach zieje w ich stronę lodem, więżąc ich wewnątrz lodowej góry. Przerażeni mieszkańcy osady są pewni, iż zginęli, jednak w tym momencie góra eksploduje pod wpływem strzału potężnej energii pobudzonej przez Szczerbatka. Smok świeci i dysponuje potężnym ogniem, którym atakuje Alfę. Udaje mu się także skłonić do współpracy pozostałe smoki z Berk, samemu stając się alfą. Atakowany ze wszystkich stron Oszołomostrach nie wycofuje się, zmuszany do dalszej walki przez Drago, stojącego na jego głowie. Zieje lodem w stronę osady, niszcząc jej część i pokrywając wyspę lodem. W pewnym momencie Szczerbatek znów atakuje ogniem i odrąbuje Oszołomostrachowi jeden z ciosów. Pokonana bestia odwraca się i nurkuje do oceanu, porywając ze sobą Drago, który prawdopodobnie tonie.
Po zakończonej bitwie, Valka oznajmia synowi, że jest z niego dumna, a on cieszy się, że matka zostanie z nim do końca. Eret otrzymuję jako własnego smoka Czaszkochrupa, smoka którego dosiadał Stoik. Nagle Czkawkę zaczepia Astrid, zwracając mu uwagę, że miała rację. Chłopak niespodziewanie przyciąga ją do siebie, i całuje, udowadniając jej swoją miłość. Mieszkańcy osady wiwatują na cześć Czkawki oraz Szczerbatka, który zostaje ogłoszony nowym alfą i któremu kłania się nawet Chmuroskok. Czkawka natomiast zostaje przez Gothi naznaczony jako nowy wódz klanu. Ocaleni przed niebezpieczeństwem jeźdźcy oraz ich smoki ponownie organizują Smocze Wyścigi, w których tym razem bierze udział również Czkawka. Berk, chociaż po części wciąż pokryte lodem, staje się jeszcze bardziej żywe, zaś jego mieszkańców i smoki ogarnia radość.

## Pełna obsada
- Jay Baruchel – Czkawka
- America Ferrera – Astrid
- Gerard Butler – Stoik Ważki
- Craig Ferguson – Pyskacz
- T.J. Miller – Mieczyk
- Kristen Wiig – Szpadka
- Jonah Hill – Sączysmark
- Kit Harington – Eret
- Cate Blanchett – Valka
- Djimon Hounsou – Drago Krwawdoń

## Wersja polska
Opracowanie wersji polskiej: Studio Sonica

Reżyseria: Jerzy Dominik

Tłumaczenie: Arleta Walczak

Dialogi polskie: Joanna Kuryłko

Dźwięk: Daniel Gabor

Montaż: Maciej Brzeziński

Mix: Deluxe

Tekst piosenki i kierownictwo muzyczne: Marek Krejzler

Kierownictwo produkcji: Agnieszka Kudelska

W wersji polskiej udział wzięli:
- Grzegorz Drojewski – Czkawka
- Julia Kamińska – Astrid
- Artur Pontek – Sączysmark
- Mateusz Narloch – Śledzik
- Sebastian Cybulski – Mieczyk
- Julia Hertmanowska – Szpadka
- Miłogost Reczek – Stoick Ważki
- Tomasz Traczyński – Pyskacz
- Danuta Stenka – Valka
- Tomasz Błasiak – Eret

W pozostałych rolach
- Janusz Wituch
- Krzysztof Pluskota
- Zbigniew Konopka
- Monika Ambroziak
- Agnieszka Kudelska
- Janusz Grzelak
- Jerzy Dominik